# Obcina Humor
Obcina Humorului  este o sub-grupă montană a Carpaților Maramureșului și Bucovinei, aparținând de lanțul muntos al Carpaților Orientali.

## Înălțime maximă
Cel mai înalt pisc este vârful Veju Mare, având altitudinea de 1.494 m. 

## Alte articole
- Carpații Maramureșului și Bucovinei
- Munții Carpați
- Lista munților din România